# 684 Hildburg
684 Hildburg è un asteroide della fascia principale. Scoperto nel 1909, presenta un'orbita caratterizzata da un semiasse maggiore pari a 2,4322179 UA e da un'eccentricità di 0,0362428, inclinata di 5,51890° rispetto all'eclittica.
L'origine del suo nome è sconosciuta.